# Веснянка (приток Ильзны)
Веснянка (устар. Шапенька, в части источников Весьпянка) — река в России, протекает по Бежаницкому и Дедовичскому районам Псковской области. Устье реки находится в 9 км от устья Ильзны по левому берегу. Длина реки — 14 км.

## Данные водного реестра
По данным государственного водного реестра России относится к Балтийскому бассейновому округу, водохозяйственный участок реки — Шелонь, речной подбассейн реки — Волхов. Относится к речному бассейну реки Нева (включая бассейны рек Онежского и Ладожского озера).
Код объекта в государственном водном реестре — 01040200412102000024397.

## Топографические карты
- Лист карты O-35-96 Дедовичи. Масштаб: 1 : 100 000. Состояние местности на 1987 год. Издание 1991 г.
- Лист карты O-35-96-D. Масштаб: 1 : 50 000.
- Лист карты O-35-96-D-b. Масштаб: 1 : 25 000.